# Digita
digita  ist ein deutscher Bildungsmedien-Preis. Er wird jährlich auf der Bildungsmesse didacta verliehen. Der Preis zeichnet digitale Lehr- und Lernangebote aus, die im deutschsprachigen Raum angeboten werden, inhaltlich und formal als hervorragend gelten können und die digitalen Medien beispielgebend nutzen.
Träger und Ausrichter des digita ist das IBI – Institut für Bildung in der Informationsgesellschaft an der TU Berlin.

## Kategorien
Der Preis hat neun Kategorien:
- „Vorschulisches Lernen“
- „Allgemeinbildende Schule“ (mit den Sparten „Grundschule“, „Sekundarstufe I“, „Sekundarstufe II“),
- „Privates Lernen“ (mit den Sparten „Über 6 Jahre“, „Über 10 Jahre“, „Über 16 Jahre“),
- „Berufliche Bildung“ (mit den Sparten „Ausbildung“, „Weiterbildung“, „Studium“),
- „Didaktische Werkzeuge“,
- „Diagnostik und Förderplanung“,
- „Organisationsmanagement“,
- „Förderpreis“ (für private, nicht-kommerzielle Anbieter) und
- „Sonderpreis“.

## Begutachtung und Nominierung
In einer Vorauswahl werden zu allen Produkten mindestens zwei Gutachten erstellt, die unter anderem die Erfüllung der Anforderungen des Kriterienkatalogs überprüfen. Bei Uneinigkeit der Gutachter wird ein drittes Gutachten erstellt.
Die Jury des digita entscheidet in eigenem Ermessen über die Nominierung der Produkte und wählt aus den nominierten Produkten einen Sieger pro Kategorie oder Sparte.
Die Jury besteht aus Mitgliedern der Träger und Fachleuten aus Bildungsadministration, Wissenschaft und Wirtschaft, die von den Trägern berufen werden.

## Schirmherrschaft
Der Deutsche Bildungsmedien-Preis digita steht unter jährlich wechselnder Schirmherrschaft durch Vertreter der Bildungspolitik – in der Regel Bildungs- oder Kultusminister des Bundeslandes, in dem die Bildungsmesse didacta (Ort der Preisverleihung) stattfindet.

## Entwicklung
Von 1995 bis zur Wettbewerbsrunde 2007 firmierte der digita unter dem Namen „Deutscher Bildungssoftware-Preis“. Die Umbenennung wurde von den Veranstaltern damit begründet, dass zunehmend sog. Hybridangebote bzw. Lernsysteme mit einer Kombination aus herkömmlichen Medien und Bildungssoftware zum Wettbewerb eingereicht wurden, denen der Begriff „Bildungssoftware“ nicht mehr gerecht wurde.